# Betül Demir

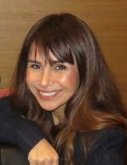
Betül Demir, 2020

Betül Demir (* 25. September 1980 in Istanbul) ist eine türkische Popmusikerin und Songwriterin.

## Leben und Karriere
Betül Demir begann bereits in der Highschool zu Singen. Ihr Debütalbum, "Ayrılığın El Kitabı", erschien 2006 bei Seyhan Müzik, danach wechselte die Künstlerin Mehrfach das Musiklabel.
In der Türkei machte ihr Hit Başka Bir Şey sie innerhalb der Pop-Szene bekannt und sie hatte unter anderem in Istanbul und Bodrum Auftritte.
Ebenso erfolgreich wurden die Singles Yaz Geliyor, Süper, Sana N'olmuş, Aslan Payı, Hacıyatmaz oder Meşgul.

## Diskografie

### Alben
Zu den sechs bis 2022 erschienenen Alben zählen vier Studioalben, sowie zwei Kompilations.
- 2006: Ayrılığın El Kitabı
- 2007: Betül Demiremix (Remix-Album)
- 2008: Süper
- 2011: Mıknatıs
- 2017: Esas Duruş
- 2020: Akustika (Livealbum)

### Singles
| - 2006: Yaz Geliyor - 2006: Yapamadım - 2006: Günahımı Alma (Hintergrundstimme: Mustafa Ceceli) - 2006: Taş Duvarlar - 2007: Başka Bir Şey (Original: Pitsa Papadopoulou – Anev Oron) - 2007: Beklerim (von Emel Müftüoğlu – Hintergrundstimme) - 2008: Aşk Acısı (von Ege – Hintergrundstimme) - 2008: Süper - 2008: Bütün Gece - 2008: Gönül Sabreyle Sabreyle - 2009: Yeter - 2010: Herkes Haklı - 2010: Gözünaydın (mit Hüseyin Karadayı & Erci E.) - 2010: Na Nay (mit Hüseyin Karadayı & Fresh B) - 2011: Geri Dön (mit Hüseyin Karadayı) - 2011: La Isla Bonita (mit Ahmet Portakal & Funky C) - 2011: Çankaya - 2011: Hop Dedik - 2011: Mıknatıs - 2012: Cesaretin Var Mı Aşka (mit Suat Ateşdağlı) - 2012: Sürgün (mit Ahmet Koç) - 2013: Helalleşemedik - 2014: Tarafsız Kalamıyor Aşk - 2014: Oldu Mu (mit Yasin Keleş) - 2015: Karaağaç (mit Hüseyin Karadayı) | - 2015: Ege (mit Enbe Orkestrası) - 2015: Ey Güzel Allahım (mit Eser Kabaali) - 2015: Sana N'olmuş - 2016: Aslan Payı - 2016: Hacıyatmaz (mit Emirhan Cengiz) - 2016: Martı (mit İlker Özdemir) - 2017: Karabatak - 2017: Meşgul - 2018: Anlat Anlat - 2019: Mayıslar Bizimdir - 2019: Devlerin Aşkı Büyük Olur - 2020: Masum Değiliz - 2020: Pardon - 2020: Toz Duman - 2022: Sallama - 2022: Seninle - 2023: Geceye Tiryaki - 2023: İhtiyacı Var - 2024: Demir Kapı - 2024: Aa - 2024: Hala Sendeyiz - 2025: Bir Ara - 2025: Yeter - 2025: 5 Yıldızlı Cimbombom - 2025: Uykumda Bile |